# 宮島壽男
宮島 壽男（みやじま としお、1948年〈昭和23年〉8月12日 - ）は、日本の政治家。愛知県知多市長（3期）。

## 来歴
高校卒業後、1967年（昭和42年）4月、愛知県庁に入庁。その後、愛知大学法経学部を卒業している。2009年（平成21年）3月、愛知県庁を退職。同年6月、愛知県代表監査委員に就任。
2013年（平成25年）6月7日、知多市長選挙への出馬を表明する。同月、愛知県代表監査委員を退任。
同年9月29日に行われた知多市長選挙に、自由民主党、民主党、公明党の推薦を得て無所属で出馬。2候補を相手に戦い、初当選。投票率は42.71％であった。10月4日、市長就任。
2017年（平成29年）、9月24日投開票の市長選挙で日本共産党推薦の元知多市議を破り再選。投票率は38.50％。
2021年（令和3年）、9月27日投開票の市長選挙で元知多市議を破り3選を果たす。
2025年（令和7年）、3月11日知多市長選挙4選不出馬表明。

## 市政
- 2020年（令和2年）6月15日、新型コロナウイルス対策の財源に充てるため、自身の7月から2021年（令和3年）3月までの月額給与と同期間の期末手当を10％減額する条例案を市議会定例会に提出した。副市長については5％、教育長については3％減額する[8][9]。同条例案は6月29日の閉会までに可決された[10]。